# Alexandra Neldel
Alexandra Monika Neldel (Berlino, 11 febbraio 1976) è un'attrice e doppiatrice tedesca.

## Filmografia

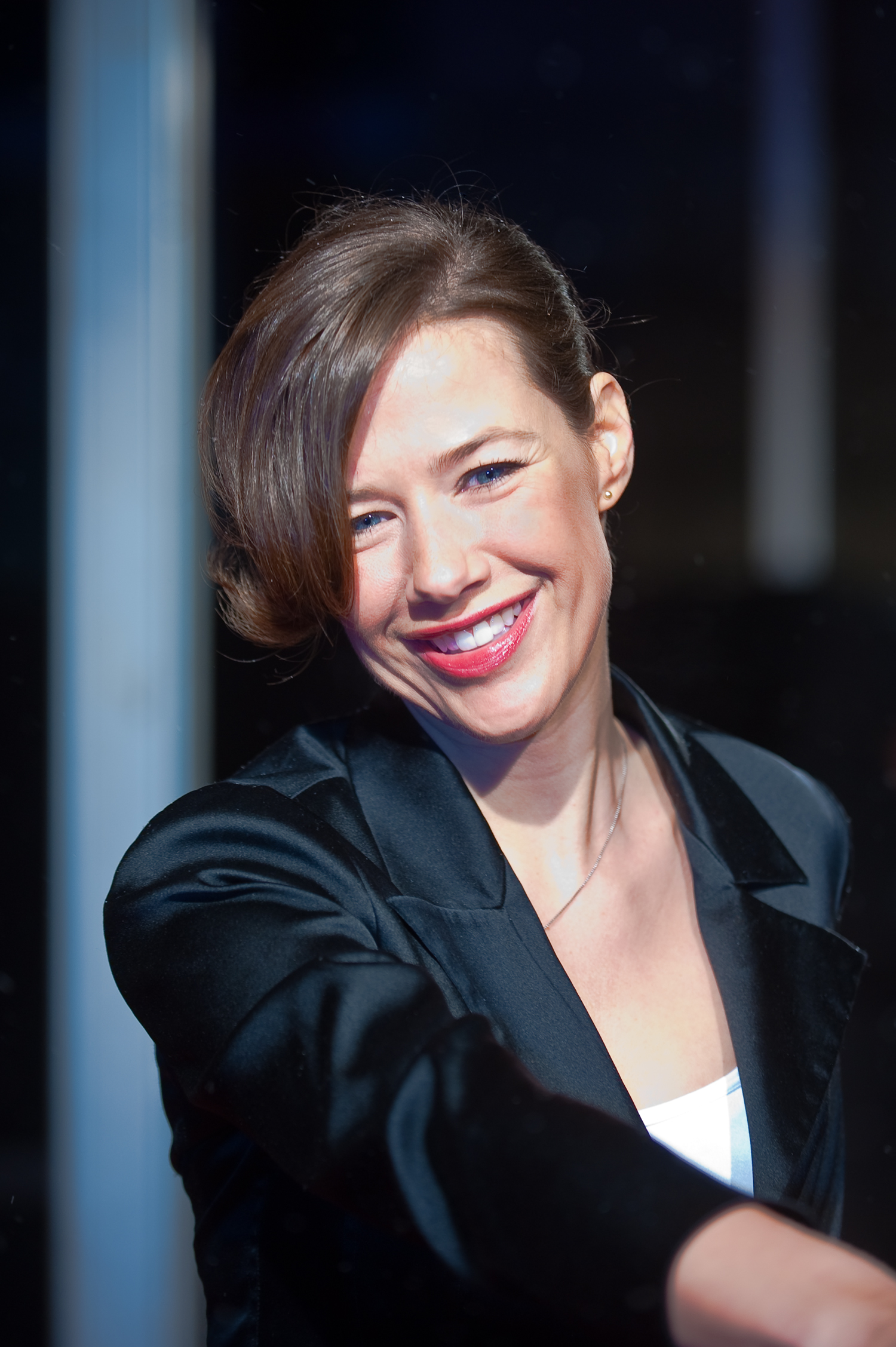
Neldel al Berlinale 2010

### Cinema
- Bang Boom Bang - Ein todsicheres Ding, regia di Peter Thorwarth (1999)
- Flashback - Mörderische Ferien, regia di Michael Karen (2000)
- Erkan & Stefan, regia di Michael Herbig (2000)
- Lammbock, regia di Christian Zübert (2001)
- Sie haben Knut, regia di Stefan Krohmer (2003)
- Andi Ommsen ist der letzte Lude, regia di Stephen Manuel (2003)
- Samba in Mettmann, regia di Angelo Colagrossi (2004)
- A2 Racer (Autobahnraser), regia di Michael Keusch (2004)
- Barfuss, regia di Til Schweiger (2005)
- Goldene Zeiten, regia di Peter Thorwarth (2006)
- Meine schöne Bescherung, regia di Vanessa Jopp (2007)
- Märzmelodie, regia di Martin Walz (2008)
- Schatzritter, regia di Laura Schroeder (2012)
- Unter Frauen, regia di Hansjörg Thurn (2012)
- Lommbock, regia di Christian Zübert (2017)
- Takeover, regia di Florian Ross (2020)

### Televisione
- Die Mädchenfalle - Der Tod kommt online, regia di Peter Ily Huemer – film TV (1998)
- Das Miststück, regia di Carlo Rola – film TV (1998)
- Gute Zeiten, schlechte Zeiten – serial TV, 60 episodi (1996-1999)
- Doggy Dog - Eine total verrückte Hundeentführung, regia di Klaus Knoesel – film TV (1999)
- Heimliche Küsse - Verliebt in ein Sex-Symbol, regia di Wolfgang Limmer – film TV (2000)
- Verliebte Jungs, regia di Christoph Schrewe – film TV (2001)
- Die Großstadt-Sheriffs, regia di Stephen Manuel – film TV (2001)
- OP ruft Dr. Bruckner - Die besten Ärzte Deutschlands – serie TV, 5 episodi (2000-2001)
- Rosamunde Pilcher – serie TV, episodio 1x43 (2002)
- Un caso per due (Ein Fall für zwei) – serie TV, episodio 22x05 (2002)
- Soko 5113 – serie TV, episodio 24x07 (2003)
- Nachtschicht – serie TV, episodio 1x02 (2004)
- Scharf wie Chili, regia di Markus Bräutigam – film TV (2005)
- Lolle (Berlin, Berlin) – serie TV, 28 episodi (2004-2005)
- Comedy-Schiff, regia di Konrad Sabrautzky – film TV (2005)
- Die ProSieben Märchenstunde – serie TV, episodio 2x03 (2006)
- Zodiak - Der Horoskop-Mörder – miniserie TV (2006)
- Verliebt in Berlin – serial TV, 642 episodi (2005-2007)
- Die Rebellin – miniserie TV (2009)
- Anna Winter - In nome della giustizia (Unschuldig) – serie TV, 14 episodi (2008-2010)
- La cortigiana (Die Wanderhure), regia di Hansjörg Thurn – film TV (2010)
- K.O. per amore (Glückstreffer - Anne und der Boxer), regia di Joseph Orr – film TV (2010)
- Bollywood lässt Alpen glühen, regia di Holger Haase – film TV (2011)
- Buschpiloten küsst man nicht, regia di Christian Theede – film TV (2011)
- La cortigiana - Parte II (Die Rache der Wanderhure), regia di Hansjörg Thurn – film TV (2012)
- La cortigiana - Parte III (Das Vermächtnis der Wanderhure), regia di Thomas Nennstiel – film TV (2012)
- Der Minister, regia di Uwe Janson – film TV (2013)
- La donna proibita (Die verbotene Frau), regia di Hansjörg Thurn – film TV (2013)
- Klinik unter Palmen, regia di Sebastian Vigg – film TV (2014)
- Das Mädchen aus dem Totenmoor, regia di Axel Barth – film TV (2016)
- Einfach Rosa – miniserie TV (2015-2016)
- Eichwald, MdB – serie TV, episodi 2x04-2x05 (2019)
- Die Sterntaler des Glücks, regia di Miriam Dehne – film TV (2021)

## Doppiaggio
- 2000: Titan A.E.
- 2001: Il dottor Dolittle 2
- 2006: Boog & Elliot a caccia di amici
- 2010: Rapunzel - L'intreccio della torre

## Audiolibri
- 2014: Prinzessin Fibi – Der verliebte Drache und andere Abenteuer (Sauerländer audio)

## Premi e riconoscimenti
- 1997: Bravo Otto in Silber in der Kategorie TV-Star weiblich
- 1998: Bravo Otto in Silber in der Kategorie TV-Star weiblich
- 2005: Undine Award – Beste jugendliche Nebendarstellerin in einem Kinospielfilm für Barfuss
- 2005: Maxim – Woman of the Year – Frau des Jahres
- 2005: Deutschen Fernsehpreis – Beste tägliche Serie als Ensemblemitglied von Verliebt in Berlin
- 2005: Bravo Otto in Silber in der Kategorie TV-Star weiblich
- 2006: Rose d’Or – Beste europäische Serie als Ensemblemitglied von Verliebt in Berlin
- 2006: Rose d’Or – Beste Soap-Darstellerin für Verliebt in Berlin
- 2006: Berliner Bär (B.Z.-Kulturpreis) in der Kategorie TV
- 2008: Bayerischer Fernsehpreis – Beste Schauspielerin in der Kategorie Serien und Reihen für Unschuldig
- 2011: Nominierung für den Deutschen Fernsehpreis in der Kategorie Beste Schauspielerin für Die Wanderhure

## Doppiatrici italiane
Nelle versioni in italiano dei suoi film, Alexandra Neldel è stata doppiata da:
- Rossella Acerbo: Rosa la wedding planner - Nessuno è perfetto, Rosa la wedding planner - Il matrimonio del mio migliore amico, Rosa la wedding planner - Vietato amare, Rosa la wedding planner - Cercasi casa disperatamente
- Chiara Colizzi: Anna Winter - In nome della giustizia
- Connie Bismuto: La cortigiana
- Chiara Gioncardi: La cortigiana - Parte II, La cortigiana - Parte III
- Valentina Mari: Lolle